# 若爾日夫卡
49°56′1″N 34°13′17″E / 49.93361°N 34.22139°E
若爾日夫卡（烏克蘭語：Жоржівка），是烏克蘭的村落，位於該國中部波爾塔瓦州，由米爾霍羅德區希沙基市镇負責管轄，處於霍夫特瓦河畔，分別距離科洛佳日內1公里和基塞利哈3公里，海拔高度146米，2001年人口634。